# Impromptu oder der Hirt und sein Chamäleon
Impromptu oder der Hirt und sein Chamäleon (französischer Originaltitel: L'Impromptu de l'Alma ou Le caméléon du berger) ist ein einaktiges Theaterstück von Eugène Ionesco, in dem der Autor selbst die Hauptfigur ist und in dem das moderne Theater selbst thematisiert wird. Ionesco schrieb das Stück 1955 und es wurde am 20. Februar 1956 im Studio des Théâtre des Champs-Élysées uraufgeführt.

## Handlung
Ionesco ist am Schreibtisch eingeschlafen. Es klopft, Ionesco erwacht und lässt Bartholomäus I herein, der sich nach einem neuen Stück erkundigt. Ionesco zögert zunächst, nennt dann den Titel des Stücks: „Der Hirt und sein Chamäleon“. Dann liest er den Anfang aus seinem Manuskript vor: Es ist der Anfang des Stückes, in dem er sich gerade befindet. Durch eine Metalepse werden also zwei Realitätsebenen miteinander vermischt. Dann treffen Bartholomäus II und Bartholomäus III ein, und das Ganze wiederholt sich – ironischerweise betont Ionesco, dass er Wiederholungen in seinen Stücken vermeiden möchte.
Die drei Bartholomäusse wollen Ionesco davon überzeugen, dass er eigentlich nichts vom Stückeschreiben verstehe und auf ihre Belehrungen angewiesen sei, da er eben kein Gelehrter sei. Sie quälen ihn immer mehr mit ihren überheblichen, pseudo-intellektuellen Auslassungen über das Theater und verunsichern ihn immer mehr.
Es klingelt und klopft wiederholt an der Tür, die Bartholomäusse verbieten Ionesco jedoch, sie zu öffnen, da er sich ihre Belehrungen weiter anhören soll. Als die drei sich in ein Streitgespräch vertiefen, schleicht er sich zur Tür; draußen wartet seine Nachbarin und Haushälterin Marie. Die Bartholomäusse verhindern aber weiterhin, dass er sie hereinlässt, da er noch nicht bereit sei, vor Publikum zu treten. Er solle erst lernen, nicht er selbst zu sein, sondern nur sich selbst zu spielen und sich von sich selbst zu distanzieren. Zudem stellen sie Schilder in Ionescos Zimmer auf und ziehen ihm seinen Anzug aus und wieder an – erst dann sei der Anzug ein Kostüm und das Zimmer eine Theaterkulisse. Um den Hals hängen sie ihm zwei Schilder mit den Aufschriften „Dichter“ und „Gelehrter“. Viele der Belehrungen und Maßnahmen der Bartholomäusse stellen Parodien von Bertolt Brechts Epischem Theater und dem darin angewandten Verfremdungseffekt dar. 
Die groteske Situation erreicht ihren Höhepunkt, als alle vier sich Eselsohren aufsetzen und I-Aah schreiend umherhüpfen. Davon erschreckt, rennt Marie die Tür ein, vertreibt die Bartholomäusse mit einem Besen und rettet Ionesco aus ihren Händen. In einem Schlussmonolog wendet sich Ionesco direkt an das Publikum und kritisiert den Dogmatismus mancher Kritiker, die das Schaffen der Autoren direkt beeinflussen wollen. Marie hängt ihm währenddessen den Talar eines der Bartholomäusse um und er bemerkt, dass er in seiner Rede nun selbst immer pedantischer und akademischer wurde.

## Adaptionen
1970 produzierte der DRS eine Hörspieladaption unter der Regie von Klaus W. Leonhard.
1979 entstand unter der Regie von Ferry Bauer beim ORF Oberösterreich eine knapp 47-minütige Funkfassung. Die Erstsendung fand am 11. Dezember 1979 statt.
Es sprachen: Elfriede Gollmann, Hubert Mann, Romuald Pekny, Günther Sauer und Dieter Naumann.